# 벌집 사탕
벌집 사탕은 설탕, 옥수수 시럽 (또는 당밀이나 골든 시럽), 베이킹 소다를 사용해 만드는 사탕 과자이다. 사탕을 부쉈을 때 단면에 구멍이 송송 뚫린 모양이 벌집이나 해면(스펀지) 단면 같다 하여 "벌집 사탕"이나 "스펀지 사탕" 등으로 불린다. 누르지 않은 달고나와 비슷한 음식이다.

## 이름
- 스펀지 캔디(영어: sponge candy): 미국 뉴욕주 서부, 미네소타주 세인트폴, 위스콘신주 밀워키, 펜실베이니아주 북서부
- 스펀지 토피(영어: sponge toffee): 캐나다
- 시 폼(영어: sea foam): 미국 메인주, 미시간주, 오리건주, 워싱턴주, 유타주, 캘리포니아주
- 신더 토피(영어: cinder toffee): 영국
- 에인절 푸드 캔디(영어: angel food candy): 미국 위스콘신주
- 올드패션드 퍼프(영어: old-fashioned puff): 미국 매사추세츠주
- 퍼프 캔디(영어: puff candy): 스코틀랜드
- 페어리 푸드 캔디(영어: fairy food candy): 미국 위스콘신주
- 허니콤 토피(영어: honeycomb toffee)
- 허니콤(영어: honeycomb): 남아프리카 공화국, 미국 오하이오주, 아일랜드, 영국, 오스트레일리아, 필리핀
- 호키 포키(영어: hokey pokey): 뉴질랜드

## 비슷한 음식
비슷한 음식으로 한국의 달고나, 일본의 카루메야키(カルメ焼き), 타이완의 펑탕(膨糖), 헝가리의 퇴뢰크메즈(törökméz) 등이 있다.

## 사진

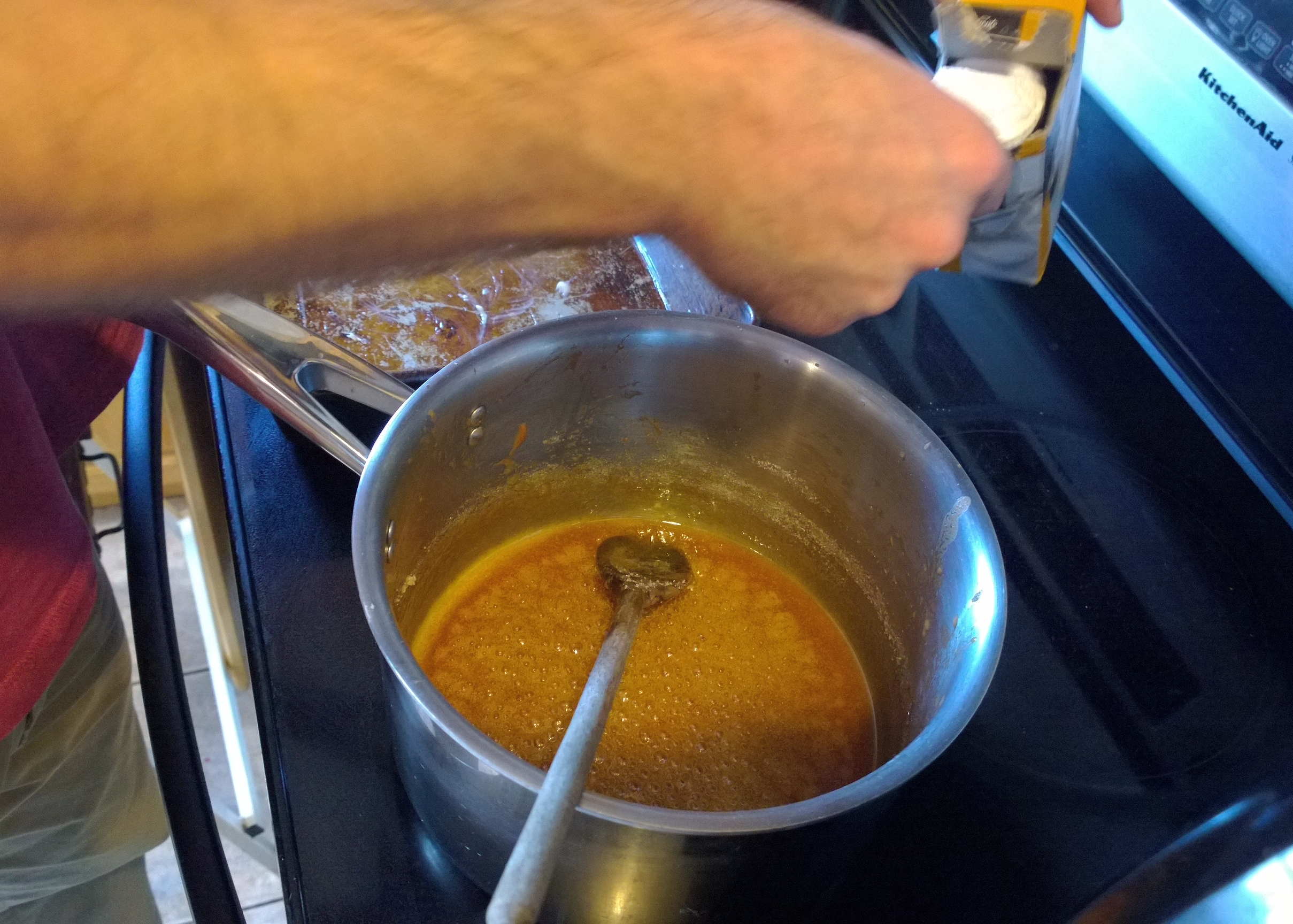
벌집 사탕 만들기
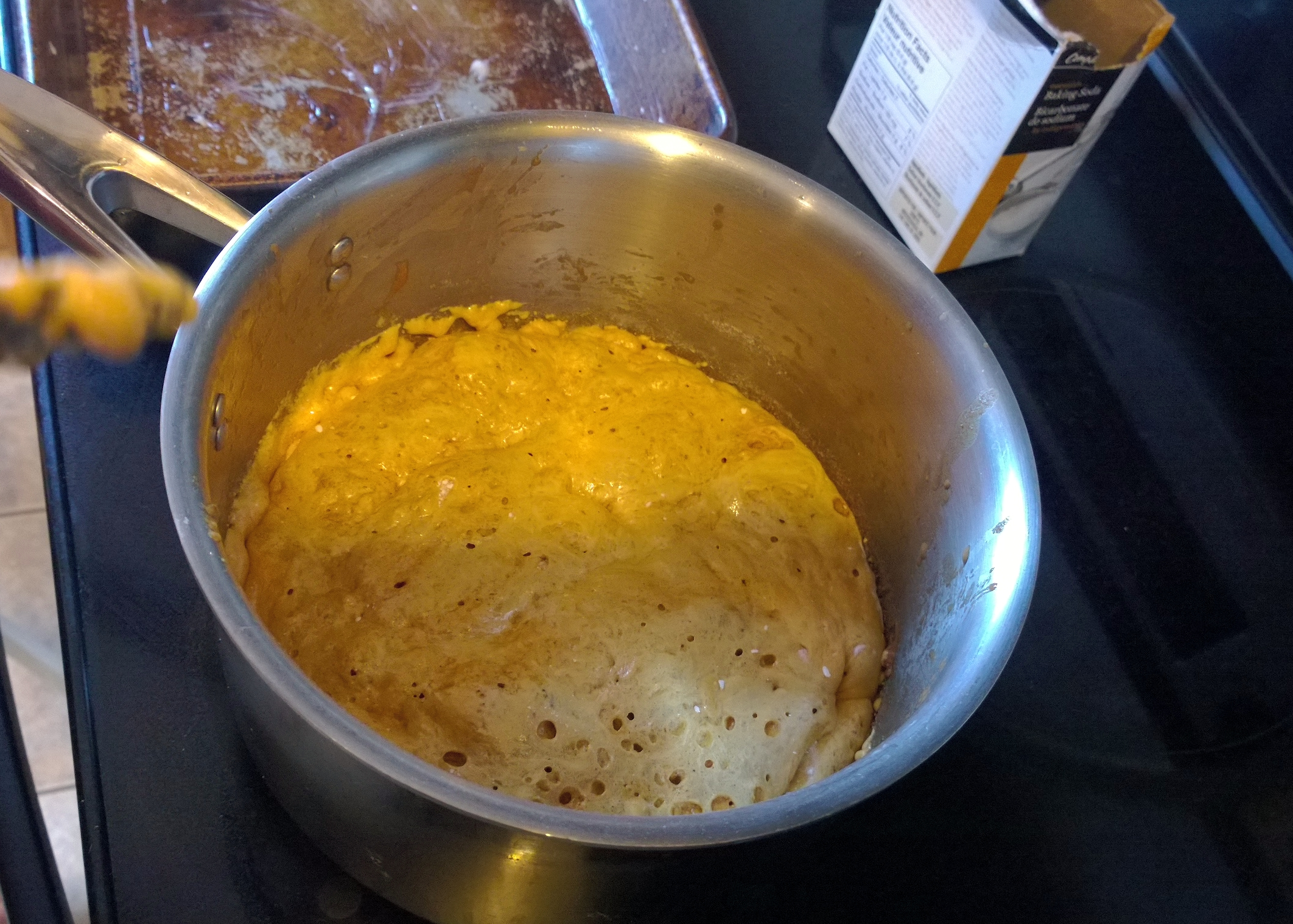
벌집 사탕 만들기
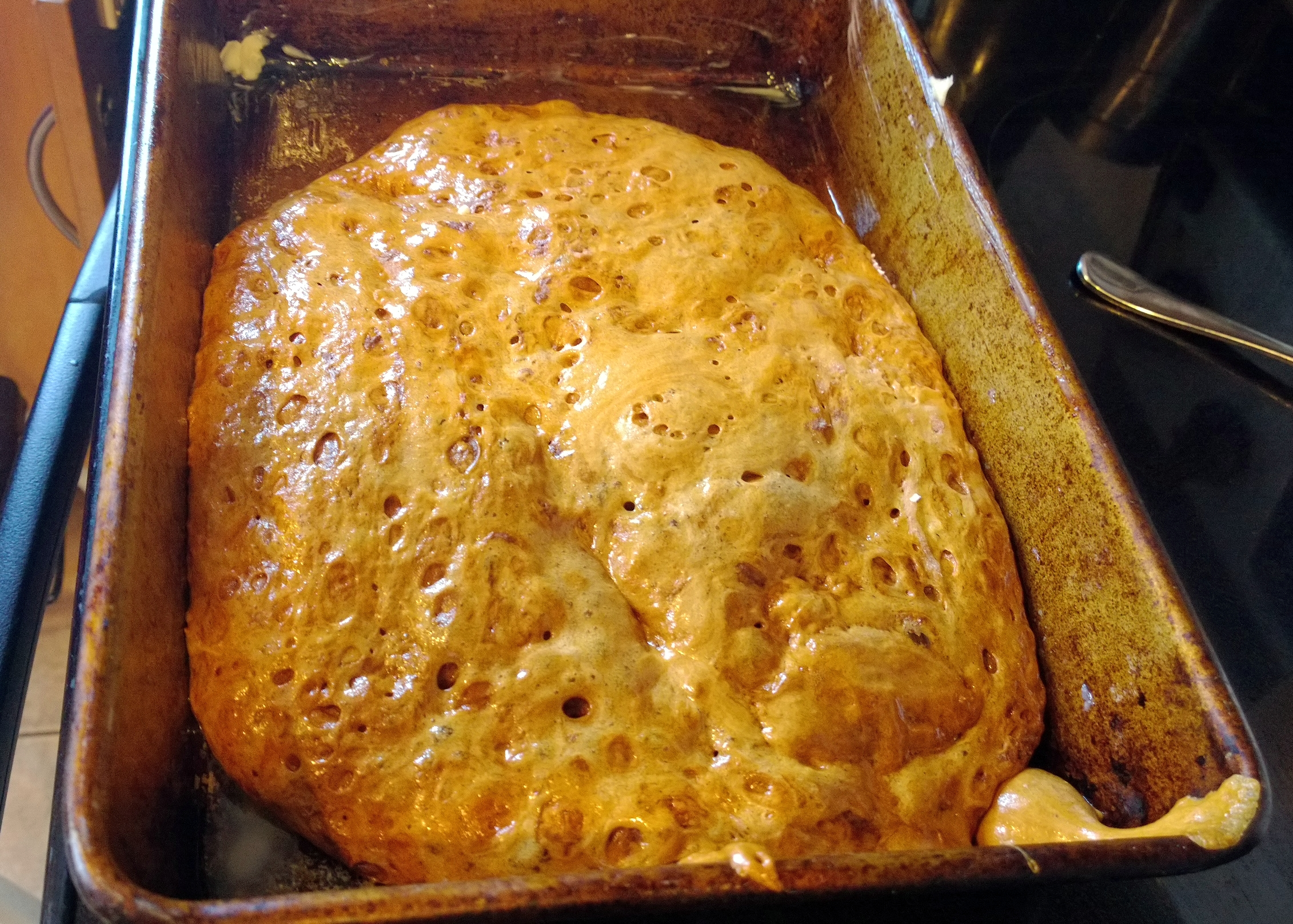
벌집 사탕 만들기

## 같이 보기
- 달고나